# Società comunista
Nel pensiero marxista, la società comunista o il sistema comunista è quel tipo di società e sistema economico pensato per emergere dai progressi tecnologici nelle forze produttive e rappresentante l'obiettivo finale dell'ideologia politica del comunismo. Una società comunista è caratterizzata da una proprietà comune dei mezzi di produzione con libero accesso ai prodotti finali ed è una società senza denaro, classi e stato, il che implica la fine dello sfruttamento lavorativo.

## Teoria
Il comunismo è uno stadio specifico dello sviluppo socioeconomico previsto subito dopo una sovrabbondanza di benessere, il quale è ipotizzato per emergere dai progressi nella produzione tecnologica e ai cambiamenti corrispondenti nelle relazioni sociali di produzione. Questo consentirebbe la distribuzione basata sul bisogno e le relazioni sociali basate su un sistema senza stato.
Il termine "società comunista" dovrebbe venir distinto dal concetto occidentale di "stato comunista", il quale si riferisce ad uno stato governato da un partito che professa una variante del marxismo-leninismo.

## Aspetti economici
Un sistema  economico comunista è caratterizzato da una tecnologia avanzata e produttiva che permette l'abbondanza di materiale, che permetterebbe la distribuzione gratuita della maggior parte dei beni e delle proprietà dei mezzi che producono questi beni. Su questo aspetto il comunismo si differenzia dal socialismo, che, dopo aver risolto i problemi di necessità economica, restringe l'accesso ai prodotti finali e ai servizi basandosi sul contributo di ciascuno.
In contrasto coi precedenti sistemi economici, il comunismo è caratterizzato dalla proprietà collettiva delle risorse naturali e dei mezzi di produzione invece che essere posseduti privatamente (come nel caso del capitalismo) o posseduti da organizzazioni pubbliche e cooperative che ne riducano similarmente l'accesso (come nel caso del socialismo).
Un sistema economico comunista totalmente sviluppato può svilupparsi solo da un precedente sistema socialista. Marx sosteneva che il socialismo—un sistema basato sulla proprietà collettiva dei mezzi di produzione—avrebbe permesso di progredire verso un comunismo totalmente sviluppato grazie alla tecnologia produttiva. Sotto il socialismo, con il suo livello di automazione sempre in aumento, una sempre maggiore quantità di beni sarebbe distribuita gratuitamente.

## Aspetti sociali

### Individualità, libertà e creatività
Una società comunista libererebbe gli individui dalle lunghe ore di lavoro inizialmente automatizzando la produzione in maniera che la lunghezza media del giorno di lavoro sia ridotta e poi eliminando lo sfruttamento innato nella divisione tra lavoratori e proprietari. Un sistema comunista libererebbe quindi gli individui dall'alienazione dal punto di vista dell'avere la vita strutturata attorno alla sopravvivenza (come il salario nel sistema capitalista), alla quale si riferisce Marx come una transizione dal "regno di necessità" al "regno di libertà". Come risultato, una società comunista risulta esser composta da una popolazione intellettuale con tempo e risorse per seguire i loro creativi hobby e interessi genuini e a contribuire alla ricchezza sociale e creativa in questa maniera. Karl Marx considera la "vera ricchezza" essere la quantità di tempo di cui si dispone per le proprie passioni creative. La nozione di Marx del comunismo è in questo senso radicalmente individualistica.
Il concetto di Marx di "regno di libertà" va a braccetto con l'idea marxista della fine della divisione del lavoro, che non sarebbe richiesta in una società con una produzione altamente automatizzata e con limitati posti di lavoro.
In una società comunista, le necessità e le relazioni economiche cesserebbero per essere sostituite da relazioni culturali e sociali. Se la "scarsità" venisse eliminata, il lavoro alienante cesserebbe e le persone sarebbero libere di raggiungere il loro obiettivi individuali.

### Politica, legge e governo
Marx e Engels sostengono che una società comunista non sosterrebbe uno stato, così come questo coesiste con la società capitalistica. Lo stato capitalista esiste principalmente per rinforzare le relazioni gerarchiche e il controllo esclusivo della proprietà e per regolare le attività economiche capitalistiche; tutto questo non sarebbe applicabile in un sistema comunista, essendo privo di classi antagoniste.
Engels sostiene che in una società socialista la funzione primaria delle pubbliche istituzioni passerebbe dal coordinare l'emanazione delle leggi e controllare le persone all'amministrazione dei processi di produzione.